# Мартірано-Ломбардо
Мартірано-Ломбардо (італ. Martirano Lombardo, сиц. Marturanu) — муніципалітет в Італії, у регіоні Калабрія, провінція Катандзаро.
Мартірано-Ломбардо розташоване на відстані близько 450 км на південний схід від Риму, 37 км на північний захід від Катандзаро.
Населення — 1122 особи (2014).
Щорічний фестиваль відбувається 16 липня. Покровитель — Madonna del Carmine.

## Демографія
Населення за роками:

Станом на 1 січня 2023 року в муніципалітеті офіційно проживали 4 іноземці з 2 країн, серед них 4 громадяни країн Євросоюзу.

## Сусідні муніципалітети
- Аєлло-Калабро
- Клето
- Конфленті
- Ламеція-Терме
- Мартірано
- Ночера-Теринезе
- Сан-Манго-д'Акуїно
- Фалерна